# 特拉万卡
特拉万卡，是西班牙卡斯蒂利亚-莱昂萨拉曼卡省的一个市镇。 总面积30平方公里，总人口248人（2001年），人口密度8人/平方公里。